# It Doesn't Matter
It Doesn't Matter è un singolo della cantante pop svedese September, pubblicato nel 2006 dall'etichetta discografica Catchy Tunes.
La canzone è stata scritta da Anoo Bhagavan, Niclas von der Burg e Jonas von der Burg e prodotta da quest'ultimo e tratta dall'album In Orbit. La canzone ha acquisito popolarità in Polonia durante il tour della cantante nel 2006, e nel 2007 per la sua esibizione al Sopot Festival.